# Oded Fehr
Oded Fehr (n. 23 noiembrie 1970, Tel Aviv, Israel) este un actor israelian, stabilit în Statele Unite. Acesta a ajuns cunoscut după interpretarea personajului Ardeth Bay⁠(d) în Mumia (1999) și Mumia revine (2001), Carlos Olivera⁠(d) în Resident Evil II: Ultimul război și Resident Evil: Dispariția, Todd/Clone Carlos în Resident Evil: Răsplata, Faris al-Farik în Celula teroristă⁠(d), Antoine în Un gigolo de doi bani, demonul Zankou⁠(d) în serialul Farmece și Eli Cohn în serialul Vizitatorii. L-a interpretat pe Eyal Lavin, un agent Mossad în serialul Covert Affairs⁠(d), pe Beau Bronn în Jane by Design, respectiv pe directorul adjunct al Mossadului Ilan Bondar în NCIS: Anchetă militară. Din 2020, Fehr a apărut în Star Trek: Discovery în rolul amiralului Charles Vance.

## Biografie
Fehr s-a născut în 1970 la Tel Aviv, Israel, fiul lui Gila (născută Lachmann) și al lui Uri/Ury Ernst Fehr, un geofizician și director de marketing născut la Ierusalim. Familiile părinților săi sunt evrei ashkenazi, care au imigrat din Germania și Țările de Jos. A studiat la Școala de teatru Bristol Old Vic⁠(d) din Anglia, după o scurtă pregătire în actorie în Frankfurt, Germania. A activat în marina israeliană⁠(d) din 1989 până în 1992 și a lucrat în domeniul securității pentru compania aeriană El Al.

### Cariera
Regizorul Stephen Sommers i-a oferit rolul lui Ardeth Bay în filmele Mumia și Mumia revine.
Acesta a obținut roluri în UC: Undercover⁠(d) (2001-2002), serialul Presidio Med⁠(d) (2002-2003) și Resident Evil II: Ultimul război (și-a reluat rolul în continuarea Resident Evil: Dispariția). A realizat dublajul personajului Doctor Fate în Liga Dreptății și Liga dreptății fără limite. De asemenea, a jucat rolul lui Antoine Laconte în comediile lui Rob Schneider Un gigolo de doi bani (1999) și Un gigolo de doi bani: Aventuri în Europa⁠(d) (2005). A obținut rolul demonului Zankou în sezonul 7 al serialului american Farmece.
Între 2005–2006, Fehr l-a interpretat pe Farik⁠(d) în serialul Celula teroristă.
Din 2010 până în 2014, l-a interpretat pe agentul Mossad Eyal Levin, un personaj episodic, în serialul Covert Affairs. În 2013, Fehr a apărut în episodul „Shiva” din cel de-al 10-lea sezon al serialului NCIS.
Fehr a revenit în cel de-al cincilea film al seriei Resident Evil, Resident Evil: Răsplata. În 2019, Fehr a apărut în drama CBS Blood & Treasure⁠(d) și a obținut rolul amiralului Vance în Star Trek: Discovery.

## Viața personală
Fehr s-a căsătorit cu Rhonda Tollefson, pe care a cunoscut-o la opera din Los Angeles⁠(d), pe 22 decembrie 2000. Cuplul are trei copii: Atticus (născut în 2003), respectiv fiicele Finley și Azelie (născute în 2006).

## Filmografie
| An   | Titlu                              | Rol                    | Note            |
| ---- | ---------------------------------- | ---------------------- | --------------- |
| 1998 | Kiss of Fire                       |                        |                 |
| 1999 | The Mummy                          | Ardeth Bay             |                 |
| 1999 | Deuce Bigalow: Male Gigolo         | Antoine Laconte        |                 |
| 2000 | Bread and Roses                    | El însuși              |                 |
| 2000 | Texas Rangers                      | Anton Marsele          |                 |
| 2001 | The Mummy Returns                  | Ardeth Bay             |                 |
| 2004 | Resident Evil: Apocalypse          | Carlos Olivera         |                 |
| 2005 | Scooby-Doo! in Where's My Mummy?   | Amahl Ali Akbar (voce) | Direct-to-video |
| 2005 | Deuce Bigalow: European Gigolo     | Antoine Laconte        |                 |
| 2005 | Dreamer: Inspired by a True Story  | Prince Sadir           |                 |
| 2007 | Resident Evil: Extinction          | Carlos Olivera         |                 |
| 2008 | The Betrayed                       | Voice / Alek           |                 |
| 2009 | Drool                              | Cheb Fleece            |                 |
| 2009 | Limelight                          | Vincent Marlow         |                 |
| 2011 | For the Love of Money              | Levi                   |                 |
| 2011 | Super Hybrid                       | Ray                    |                 |
| 2012 | Resident Evil: Retribution         | Todd / Clone Carlos    |                 |
| 2012 | Inescapable                        | Sayid Abd Al-Aziz      |                 |
| 2016 | Batman Unlimited: Mech vs. Mutants | Mr. Freeze (voce)      | Direct-to-video |
| 2017 | Seam                               | Commander              |                 |
| 2018 | White Chamber                      | Daran / Narek Zakarian |                 |
| 2020 | Lair                               | Ben Dollarhyde         | post-production |